# Chebule korková
Chebule korková (Anamirta cocculus, synonymum Cocculus suberosus), známá též jako kebule korková, je keřovitá liána, jediný druh rodu chebule. Roste v Asii. Plody a kůra obsahují omamné látky užívané při lovu ryb a v lékařství.

## Výskyt
Chebule korková je původní ve východní Indii, roste i na přilehlých ostrovech a dále v Malajsii a jižním Vietnamu. Obývá skalnatá pobřeží, kde se pne po útesech nebo další vegetaci.

## Popis
Chebule korková je mohutný popínavý keř až liána, která se pne po skalnatých útesech nebo využívá oporu vzrostlých stromů a přitom dosahuje značné výšky. Stonek je až 10 cm silný. Kůra je výrazně zvrásněná, šedá. Listy jsou velké, střídavé, řapíkaté, jednoduché, srdčité, celokrajné. Květy jsou jednopohlavní, okvětí je rozlišené na kalich a korunu, kališní lístky v počtu 6, ve dvou kruzích. Jsou bílé až krémové, sestavené do složených hroznů. Prašníkové květy obsahují velký počet jednobratrých tyčinek. Plody jsou drobné, asi 1 cm velké, červenavé až hnědavé, na povrchu mírně svraskalé peckovice. Semena mají ledvinitý až měsíčkovitý tvar.

## Toxikologie
Semena obsahují toxické sesquiterpenoidní laktony tutinanolidy (pikrotoxiny). Součástí je jedovatý pikrotin neboli pikrotoxin, latinsky cocculin. Je silně hořký a omamný. Je účinný zejména pro ryby a drobné ptactvo. Skořápka obsahuje terciární alkaloidy menispermin a paramenispermin. Stonky a kořeny obsahují alkaloidy berberin, palmatin, magnoflorin a columbamin.

## Použití

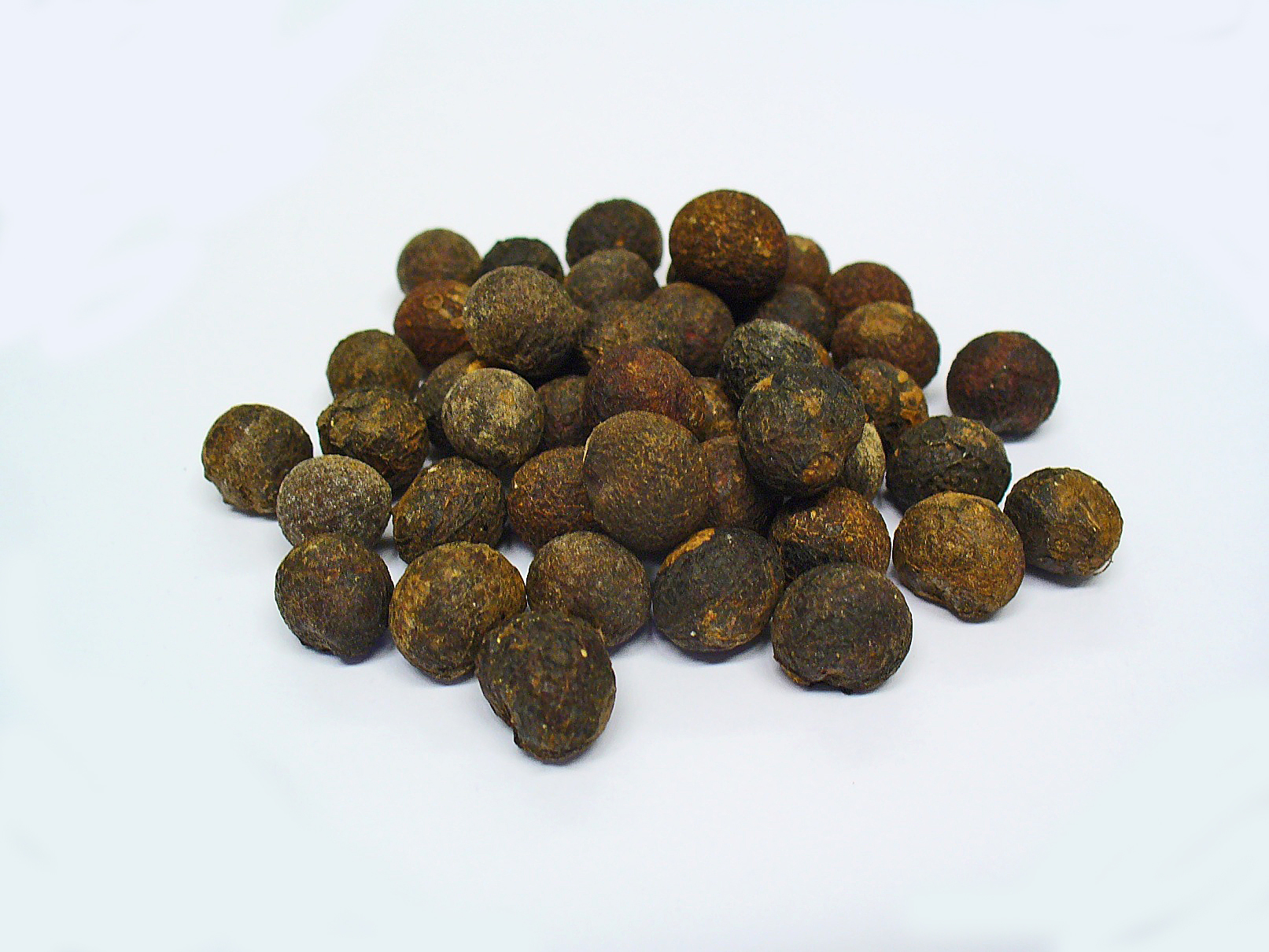
Sušené plody

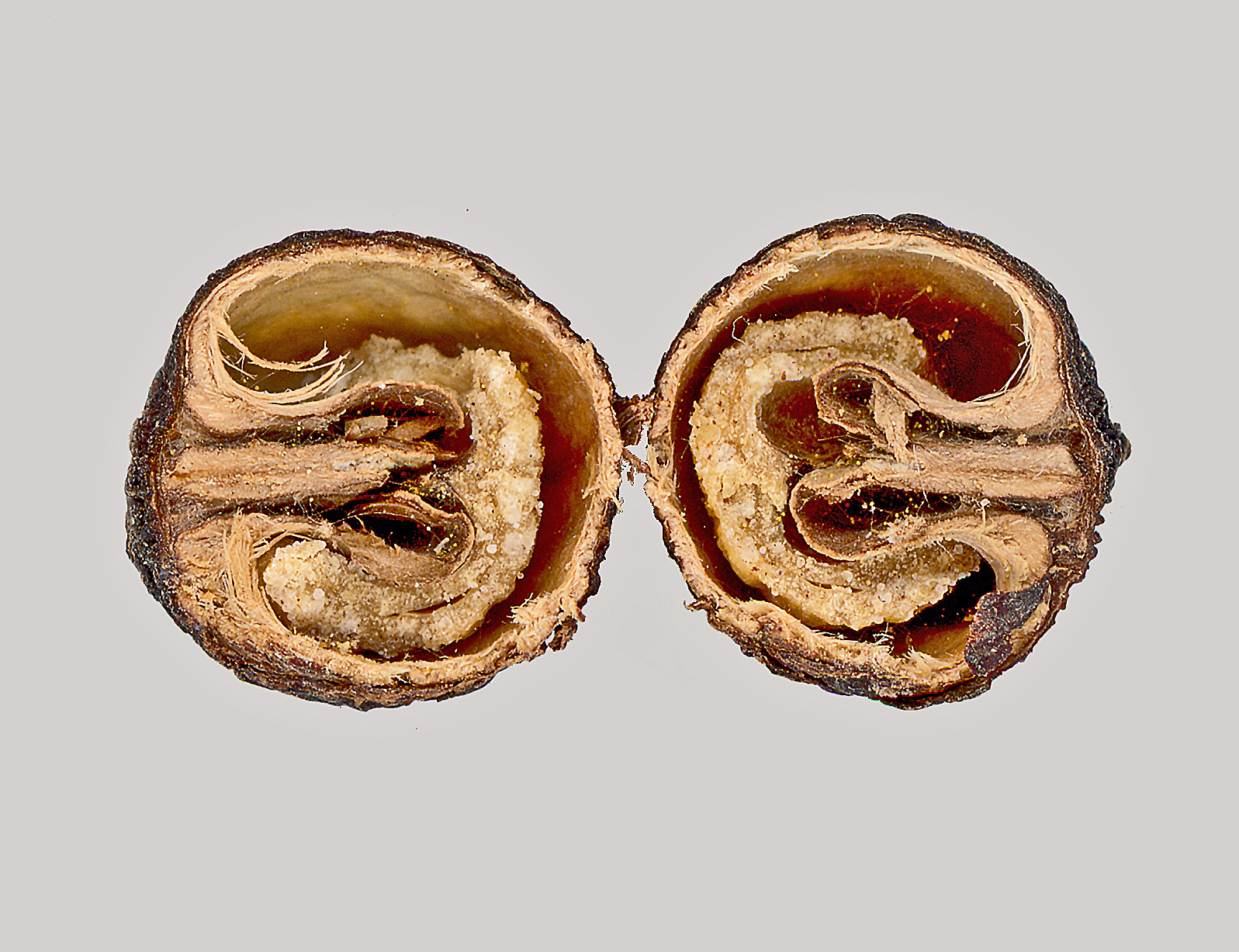
Řez plodem

Plody známé jako kebule jsou tradičně domorodci používány k lovu ryb. Peckovice naházené do vody ryby pozřou a pak je možné je omámené pochytat. Tento způsob lovu ryb na kebuli byl přenesen i do Evropy, ale zde byl záhy zákonem zakázán. V Českých zemích je tento způsob rybolovu doložen od 16. století až do poloviny 20. stoltetí, kdy přestala být volně dostupná. Z kůry se připravuje v jihovýchodní Asii šípový jed k lovu drobného ptactva.
Od 16. století se používaly dovezené sušené peckovice (fructus cocculi, cocculi indici) v evropském lékařství. Rozemleté s přidávaly do mastí na vši. Používaly se i při horečkách.
Pro výraznou hořkou chuť jimi někteří angličtí sládci pančovali těžká piva, což zmiňuje též Charles Dickens a kritizovali britští chemici 19. století Watts a Accum. Dřevo se používá v řezbářství, nebo jako topivo.
Příbuzným druhem používaným v lékařství pro léčivý kořen je Jateorhiza palmata pocházející z Východní Afriky a rozšířená i v Asii. Tinospora srdčitá (Tinospora cordifolia) z Indie se dováží v čajích guduchi, který má široké použití v tradiční indické medicíně.